# Estación San Fernando C
San Fernando C es una estación ferroviaria ubicada en la ciudad homónima, cabecera del partido homónimo, Provincia de Buenos Aires, Argentina.

## Servicios
Es una estación intermedia del servicio eléctrico metropolitano de la Línea Mitre que se presta entre las estaciones Retiro y Tigre.

## Historia
La estación fue inaugurada el 4 de febrero de 1864 por parte de la compañía Ferrocarril del Norte de Buenos Aires. Poco antes de llegar a la siguiente estación en sentido ascendente (estación Carupá), se desprendía una ramal de cargas, el GM3A, que llegaba hasta el Muelle San Fernando.